# Assindia Cardinals
Die Assindia Cardinals sind ein deutsches American-Football-Team aus Essen (Nordrhein-Westfalen), das diverse Spielzeiten in der höchsten deutschen Football-Liga, der GFL spielte. Der Name Assindia Cardinals setzt sich aus einer lateinischen Bezeichnung für die Stadt Essen (Assindia) und dem Kardinal (Cardinal) zusammen. Das Logo des Teams stellt einen Kardinals-Vogel vor einem gelben Hintergrund dar.

## Geschichte
Die Assindia Cardinals wurden am 26. Juni 1983 gegründet. Die im Jahr 1984 in der 3. Liga gestartete Herrenmannschaft stieg zwei Jahre in Folge direkt auf und verblieb bis 1990 in der 1. Bundesliga, der heutigen GFL.
Nach einem Neuaufbau starteten die Cardinals 1991 in der 4. Liga und starteten nach direktem Aufstieg von 1992 bis 1994 in der Regionalliga. Durch eine Ligareform 1994 in die Oberliga zurückgestuft, gelang der direkte Wiederaufstieg in die Regionalliga, in der 1995 und 1996 gespielt wurde.
Ein weiterer Neuaufbau der Mannschaft erfolgte im Jahr 1997 unter Headcoach Christos Mantzaridis und 1998 folgte der Aufstieg in die 2. Bundesliga sowie 2000 der Aufstieg in die GFL.
Nach dreijähriger Zugehörigkeit zum Oberhaus landete man in der Saison 2003 nur auf dem letzten Platz. Die Relegationsspiele gegen die Düsseldorf Panther gingen verloren. Nach dem Abstieg erfolgte ein Umzug vom Georg-Melches-Stadion in den Sportpark Am Hallo. Nach nur einem Jahr Zugehörigkeit zur 2. Bundesliga erfolgte 2004 ein weiterer Abstieg in die Regionalliga West, in der die Cardinals 2005 spielten. Bei den World Games 2005 standen mit Martin und Albert Falkowski zwei Cardinals-Spieler im Kader der deutschen Nationalmannschaft.
In der Saison 2005 gelang dem Senior Team der direkte Wiederaufstieg in die GFL2 Nord. Beide Relegationsspiele gegen den Mitbewerber, die Red Cocks aus Frankfurt (Oder), wurden mit jeweils 27:0 und 12:0 klar gewonnen. Im Jahr 2006 belegten die Cardinals jedoch nur den 7. Platz und stiegen somit wieder in die Regionalliga ab. Nach dem direkten Wiederaufstieg in die GFL2 Nord schaffte man in der Saison 2008 sogar den Durchmarsch. Die Cardinals wurden Erster in der GFL2 Nord und krönten die Saison durch den Aufstieg in die GFL durch zwei Siege (24:17, 28:23) in der Relegation gegen die Cologne Falcons. Für diese Leistung wurde die Mannschaft für die „Versatel Night of Sports 2008“ (Sportlerwahl der Stadt Essen) in der Kategorie „Mannschaft des Jahres“ und Trainer Bernd Janzen in der Kategorie „Trainer des Jahres“ nominiert. Am 22. November bekam die Mannschaft dann tatsächlich die Auszeichnung „Mannschaft des Jahres 2008“.
2012 bis 2022 traten die Cardinals in der GFL2 Nord an. Nach dem Abstieg in der Saison 2022 treten sie in der Regionalliga NRW an.

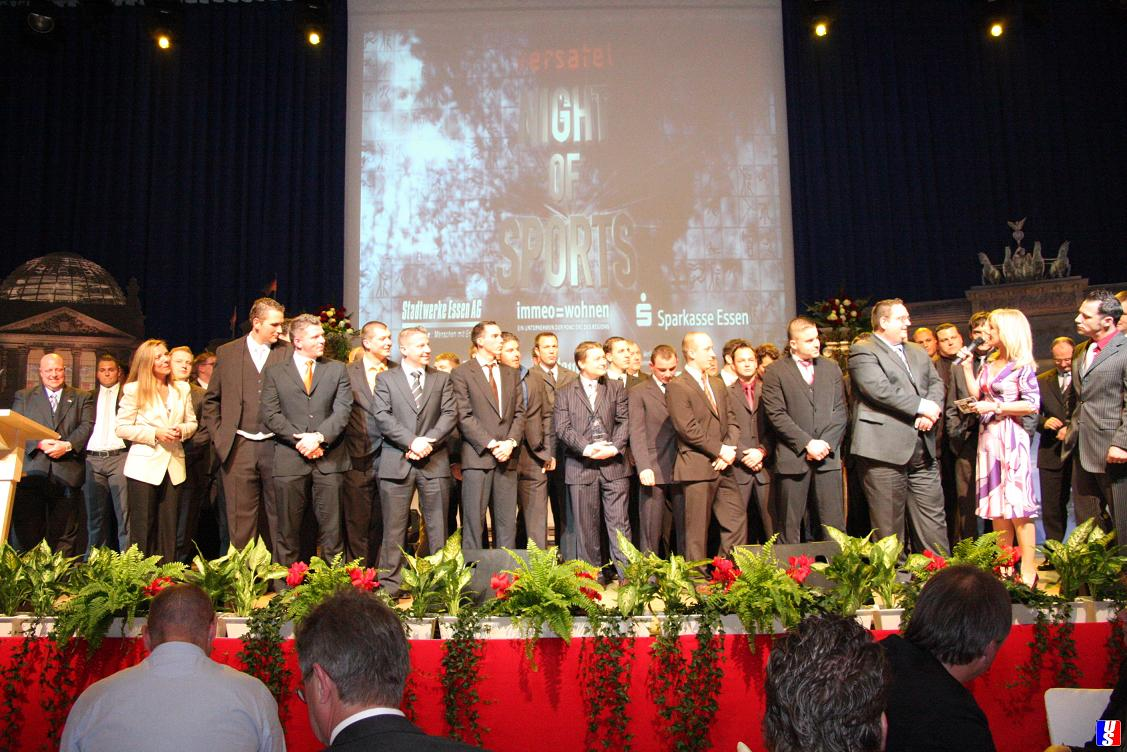
Team bei der Versatel Night of Sports 2008

### Besonderheiten
Mit der 6:100-Niederlage im Jahr 1989 sowie der 0:102-Niederlage 1990 gegen die Berlin Adler gehören die Cardinals zum Kreis derer Mannschaften, neben den Ratingen Raiders und den Hilden Hurricanes, die in der höchsten Spielklasse ein dreistelliges Ergebnis hinnehmen musste.

## Weitere Teams
Neben der ersten Mannschaft, den „Men in Blue“, betreiben die Assindia Cardinals mehrere Jugend-Tackle-Teams in den Altersklassen U10, U13, U16 und U19. Außerdem gehören diverse Squads von Cheerleadern, ein Sideline-Cheer-Team und ein Flag-Football-Team zum Verein.

## Assindia Cardinals Jugend-Tackle-Team
| Jahr | Erfolge                                                |
| 1998 | Neuformierung der Tackle-Jugend-Mannschaft             |
| 2000 | Trennung der Spielgemeinschaft mit den Dortmund Giants |
| 2001 | Aufstieg in die Leistungsliga                          |
| 2003 | NRW-Meister, Aufstieg in die Jugend-GFL                |
| 2004 | Jugend-GFL, 4. Platz                                   |
| 2005 | Jugend-GFL, Abstieg in die Leistungsliga               |
| 2006 | NRW-Meister, Aufstieg in die GFL-J                     |
| 2007 | Jugend-GFL                                             |
| 2010 | Jugendregionalliga NRW                                 |

1998 wurde die Tackle-Jugend der Assindia Cardinals von den ehemaligen Spielern der Herrenmannschaft Andreas Doehring, Klaus Meyer und Marcus Wolf neu formiert. Sie spielten zunächst bis 2000 in einer Spielgemeinschaft mit der Jugendmannschaft der Dortmund Giants.
2001 wurde die Spielgemeinschaft aufgelöst und die Cardinals spielten zunächst in der Aufbauliga. Nach dem Aufstieg gelang der Jugend durchgehend der Klassenerhalt in der Jugendleistungsliga und sie wurde 2003 NRW-Meister.
2004 und 2005 spielte die Mannschaft unter der Führung von Andreas Doehring als Head-Coach in der GFL-J (höchste Klasse im Jugend-Tackle-Football). Aufgrund einer Quotientenregelung stiegen die Juniors 2005 in die Leistungsliga ab.
2006 trat Head-Coach Andreas Doehring zurück und der Defence-Coordinator in Doehrings Team, Michael Tiedge, übernahm den Posten des Head-Coaches. Er führte die Tackle-Jugend im gleichen Jahr wieder zum NRW-Meister-Titel. Nach dem Gewinn der Relegationsspiele gegen den Hessen-Meister Wiesbaden Phantoms sowie gegen den Letzten der GFL-J Mitte, die Darmstadt Diamonds, stieg die Mannschaft wieder auf in die Jugendbundesliga (GFL-J).
2010 spielen die Juniors in der Jugendregionalliga NRW (2. Liga). Nach zwei Niederlagen zu Beginn gewannen sie ihr drittes Spiel bei den Troisdorf Jets.
Auch die Jugendmannschaft stellte schon einige erfolgreiche Spieler für den Kader der Jugendnationalmannschaft, wie z. B. Tobias Lemke, Tim Schmölzer, Tim Baumers, Nils Foege und Markus Patschke.

## Assindia Cardinals Fire Birds
Die Flagfootballabteilung der Men in Blue (kurz MIB) wurde 1999 gegründet. Von Anfang an gehörten die Cardinal Flags zu den erfolgreichsten Teams in NRW. In der ewigen Tabelle der NRW Flag Liga liegen die Cardinals auf dem 3. Platz. Seit 2005 gibt es ein Endspiel um die NRW-Meisterschaft. 2006 fand der NRW FlagBowl in Essen statt. In diesem Rahmen gab es erstmals sogar ein Halbfinale. Es spielten jeweils aus beiden Gruppen die beiden besten. Angeführt von ihrem Quarterback Marvin Merten spielten die Flags der Assindia Cardinals im Jahre 2006 ihre bis dato erfolgreichste Saison. Mit einem Score von 439:6 erreichten die ungeschlagenen Cardinals Flags eine Perfect Season und gingen auch im NRW-Halbfinale gegen die Thunderbirds mit 17:0 als Sieger vom Feld. Im Finale musste man sich dem späteren Deutschen Meister aus Düsseldorf geschlagen geben. 2009 spielten die Flaggies ihre letzte Saison und beendeten diese auf dem 4. Platz.
2012 formierte sich das Flag Team der Cardinals unter dem Namen Fire Birds neu und spielt erstmals im Jahr 2013 in der DFFL-Liga West.